# Psilotarsus heydeni
Psilotarsus heydeni là một loài bọ cánh cứng trong họ Cerambycidae.